# Eleição municipal de Palmas em 2008
A eleição municipal da cidade brasileira de Palmas em 2008 ocorreu em 5 de outubro do mesmo ano, para eleger um prefeito, um vice-prefeito e 12 vereadores.
O atual prefeito foi Raul Filho (PT) que foi reeleito no primeiro turno, derrotando o candidato Marcelo Lélis (PV).

## Candidatos a prefeito
|  | Nº | Candidato(a) a prefeito | Candidato(a) a prefeito                            | Candidato(a) a vice-prefeito | Candidato(a) a vice-prefeito                    | Coligação |
|  | -- | ----------------------- | -------------------------------------------------- | ---------------------------- | ----------------------------------------------- | --- |
|  | 13 |                         | Raul Filho (PT) Raul de Jesus Lustosa Filho        |                              | Edna Agnolin (PDT) Edna Oliveira Maciel Agnolin | Força do Povo - Partido dos Trabalhadores (PT) - Partido Democrático Trabalhista (PDT) - Partido Republicano Brasileiro (PRB) - Partido Popular Socialista (PPS) - Partido Humanista da Solidariedade (PHS) - Partido Trabalhista Cristão (PTC) - Partido Socialista Brasileiro (PSB) - Partido Comunista do Brasil (PCdoB) |
|  | 25 |                         | Nilmar Ruiz (DEM) Nilmar Gavino Ruiz               |                              | Evandro Gomes (PMDB) Evandro Gomes Ribeiro      | Aliança da Vitória - Democratas (DEM) - Partido do Movimento Democrático Brasileiro (PMDB) - Partido Social Liberal (PSL) - Partido Trabalhista Nacional (PTN) - Partido Social Democrata Cristão (PSDC) - Partido Republicano Progressista (PRP)                                                                           |
|  | 33 |                         | Tasso Passos (PMN) Tasso Antonio Cavalcante Passos |                              | Jan Nogueira (PMN) Jan Carles Nogueira de Souza | Sem coligação - Partido da Mobilização Nacional (PMN) |
|  | 43 |                         | Marcelo Lélis (PV) Marcelo de Lima Lélis           |                              | Warner Pires (PR) Warner Macedo Camargo Pires   | União do Tocantins - Partido Verde (PV) - Partido da República (PR) - Partido Progressista (PP) - Partido Trabalhista Brasileiro (PTB) - Partido Social Cristão (PSC) - Partido Renovador Trabalhista Brasileiro (PRTB) - Partido da Social Democracia Brasileira (PSDB)                                                    |
|  | 70 |                         | Getúlio Vargas (PTdoB) Getúlio Vargas Aguiar       |                              | José Marcos (PTdoB) José Marcos Moreira Lima    | Sem coligação - Partido Trabalhista do Brasil (PTdoB) |

## Resultado da eleição para prefeito
| Raul Filho (PT)         | Edna Agnolin (PDT)      | 44.832  | 44,52%  |
| Marcelo Lélis (PV)      | Warner Pires (PR)       | 33.466  | 33,24%  |
| Nilmar Ruiz (DEM)       | Evandro Gomes (PMDB)    | 21.512  | 21,36%  |
| Tasso Passos (PMN)      | Jan Nogueira (PMN)      | 693     | 0,69%   |
| Getúlio Vargas (PTdoB)  | José Marcos (PTdoB)     | 189     | 0,19%   |
| Total de votos válidos  | Total de votos válidos  | 100.692 | 100,00% |
| Votos apurados          |                         |         |         |
| Votos válidos           | Votos válidos           | 100.692 | 95,25%  |
| Votos em branco         | Votos em branco         | 1.218   | 1,15%   |
| Votos nulos             | Votos nulos             | 3.802   | 3,60%   |
| Total de votos apurados | Total de votos apurados | 105.712 | 100,00% |
| Eleitores               |                         |         |         |
| Comparecimento          | Comparecimento          | 105.712 | 83,17%  |
| Abstenções              | Abstenções              | 21.394  | 16,83%  |
| Total de eleitores      | Total de eleitores      | 127.106 | 100,00% |
| Total de seções: 418    |                         |         |         |